# Naranjo (Costa Rica)
Naranjo è un distretto della Costa Rica, capoluogo del cantone omonimo, nella provincia di Alajuela.